# Ferrières-Saint-Mary
 Ferrières-Saint-Mary  es una población y comuna francesa, situada en la región de Auvernia, departamento de Cantal, en el distrito de Saint-Flour y cantón de Massiac.

## Demografía
| 564 | 519 | 476 | 436 | 402 | 299 |
| Para los censos de 1962 a 1999 la población legal corresponde a la población sin duplicidades (Fuente: INSEE [Consultar]) |     |     |     |     |     |